# Винчестер (Њу Хемпшир)
Винчестер (енгл. Winchester) насељено је место без административног статуса у америчкој савезној држави Њу Хемпшир.

## Демографија
По попису из 2010. године број становника је 1.733, што је 99 (-5,4%) становника мање него 2000. године.
| Група             | 2000.         | 2010.         |
| Белци             | 1.766 (96,4%) | 1.651 (95,3%) |
| Афроамериканци    | 9 (0,5%)      | 8 (0,5%)      |
| Азијати           | 7 (0,4%)      | 3 (0,2%)      |
| Хиспаноамериканци | 22 (1,2%)     | 32 (1,8%)     |
| Укупно            | 1.832         | 1.733         |